# Морли, Уильям, 1-й барон Морли
Уильям Морли (англ. William Morley; приблизительно 1270 — 1300) — английский аристократ, 1-й барон Морли с 1295 года. 
Уильям Морли принадлежал к рыцарскому роду, представители которого владели землями в Норфолке с центром в Морли-Сент-Ботольфе. 29 декабря 1295 года король Англии Эдуард I вызвал Уильяма в свой парламент как лорда; это событие считается началом истории баронии Морли. У Уильяма был один сын, Роберт, унаследовавший в 1300 году его земли и титул.